# Ernocornutia capronata
Ernocornutia capronata är en fjärilsart som beskrevs av Józef Razowski 1988. Ernocornutia capronata ingår i släktet Ernocornutia och familjen vecklare. Inga underarter finns listade i Catalogue of Life.